# Distrito não metropolitano
Distritos não metropolitanos, ou coloquialmente, distritos shire, são um tipo de distrito de governo local na Inglaterra. Tal como estão criadas, são subdivisões dos condados não metropolitanos coloquialmente, condados shire) organizados num padrão de "dois níveis". Na década de 1990, foram criados vários condados não metropolitanos como autoridades unitárias, e com o estatuto de distrito não metropolitano. Uma terceira categoria são os distritos de Berkshire, que são distritos não metropolitanos com a categoria de autoridade unitária, mas sem o estatuto de condado não metropolitano.

## Distritos não metropolitanos
Os distritos não metropolitanos são subdivisões dos condados não metropolitanos da Inglaterra os quais se encontram organizado numa estrutura de governo local de dois níveis. Muitos dos condados não metropolitanos têm um conselho de condado, e vários distritos, cada um com um borough ou conselho distrital. Nestes casos, as funções do governo local estão divididas entre os conselhos de condado e os distritais, por forma a que sejam executadas da maneira mais eficiente:
- Os borough/conselhos distritais são responsáveis pelo planeamento local e controlo dos edifícios, vias locais, habitação, saúde ambiental, mercados e feiras, recolha de resíduos e reciclagem, cemitérios e crematórios, lazer, parques e turismo.
- Conselhos de condados são responsáveis pelos serviços locais com maior dimensão e custo como a educação, serviçoes sociais, bibliotecas, vias principais, transporte público, policia e bombeiros, padronização das unidades de medida, recolha de lixo e planeamento estratégico.

| Serviço                    | Condado não metropolitano | Distrito não metropolitano | Autoridades unitárias da Inglaterra |
| -------------------------- | ------------------------- | -------------------------- | ----------------------------------- |
| Educação                   | Sim                       |                            | Sim                                 |
| Habitação                  |                           | Sim                        | Sim                                 |
| Aplicações de Planeamento  |                           | Sim                        | Sim                                 |
| Planeamento Estratégico    | Sim                       |                            | Sim                                 |
| Planeamento de Transportes | Sim                       |                            | Sim                                 |
| Transporte de Passageiros  | Sim                       |                            | Sim                                 |
| Auto-estradas              | Sim                       |                            | Sim                                 |
| Bombeiros                  | Sim                       |                            | Sim                                 |
| Serviçoes Sociais          | Sim                       |                            | Sim                                 |
| Bibliotecas                | Sim                       |                            | Sim                                 |
| Lazer e Recreio            |                           | Sim                        | Sim                                 |
| Recolha de Resíduos        |                           | Sim                        | Sim                                 |
| Depósitos de Lixo          | Sim                       |                            | Sim                                 |
| Saúde Ambiental            |                           | Sim                        | Sim                                 |
| Cobrança de Receitas       |                           | Sim                        | Sim                                 |

## Lista de condados e distritos
Esta é uma lista de condados não metropolitanos e os seus distritos. Alguns distritos não metropolitanos são confinantes com outros condados não metropolitanos, tornando-os autoridades unitárias (p. ex.: Herefordshire, a Ilha Wight e Rutland). Estes foram não estão incluídos nesta lista comoBerkshire o qual não tem conselho de condado.
| Condado não metropolitano | Distritos não metropolitanos (excluindo as autoridades unitárias)                                                                                    | Número |
| ------------------------- | --- | ------ |
| Cambridgeshire            | Cambridge - South Cambridgeshire - Huntingdonshire - Fenland - East Cambridgeshire                                                                   | 5      |
| Cúmbria                   | Barrow-in-Furness - South Lakeland - Copeland - Allerdale - Eden - Carlisle                                                                          | 6      |
| Derbyshire                | High Peak - Derbyshire Dales - South Derbyshire - Erewash - Amber Valley - North East Derbyshire - Chesterfield - Bolsover                           | 8      |
| Devon                     | Exeter - East Devon - Mid Devon - North Devon - Torridge - West Devon - South Hams - Teignbridge                                                     | 8      |
| East Sussex               | Hastings - Rother - Wealden - Eastbourne - Lewes | 5      |
| Essex                     | Harlow - Epping Forest - Brentwood - Basildon - Castle Point - Rochford - Maldon - Chelmsford - Uttlesford - Braintree - Colchester - Tendring       | 12     |
| Gloucestershire           | Gloucester - Tewkesbury - Cheltenham - Cotswold - Stroud - Forest of Dean                                                                            | 6      |
| Hampshire                 | Gosport - Fareham - Winchester - Havant - East Hampshire - Hart - Rushmoor - Basingstoke and Deane - Test Valley - Eastleigh - New Forest            | 11     |
| Hertfordshire             | Three Rivers - Watford - Hertsmere - Welwyn Hatfield - Broxbourne - East Hertfordshire - Stevenage - North Hertfordshire - St Albans - Dacorum       | 10     |
| Kent                      | Dartford - Gravesham - Sevenoaks - Tonbridge and Malling - Tunbridge Wells - Maidstone - Swale - Ashford - Shepway - Canterbury - Dover - Thanet     | 12     |
| Lancashire                | West Lancashire - Chorley - South Ribble - Fylde - Preston - Wyre - Lancaster - Ribble Valley - Pendle - Burnley - Rossendale - Hyndburn             | 12     |
| Leicestershire            | Charnwood - Melton - Harborough - Oadby and Wigston - Blaby - Hinckley and Bosworth - North West Leicestershire                                      | 7      |
| Lincolnshire              | Lincoln - North Kesteven - South Kesteven - South Holland - Boston - East Lindsey - West Lindsey                                                     | 7      |
| Norfolk                   | Norwich - South Norfolk - Great Yarmouth - Broadland - North Norfolk - King's Lynn and West Norfolk - Breckland                                      | 7      |
| Northamptonshire          | South Northamptonshire - Northampton - Daventry - Wellingborough - Kettering - Corby - East Northamptonshire                                         | 7      |
| North Yorkshire           | Selby - Harrogate - Craven - Richmondshire - Hambleton - Ryedale - Scarborough                                                                       | 7      |
| Nottinghamshire           | Rushcliffe - Broxtowe - Ashfield - Gedling - Newark and Sherwood - Mansfield - Bassetlaw                                                             | 7      |
| Oxfordshire               | Oxford - Cherwell - South Oxfordshire - Vale of White Horse - West Oxfordshire                                                                       | 5      |
| Somerset                  | South Somerset - Somerset West and Taunton - Sedgemoor - Mendip                                                                                      | 4      |
| Staffordshire             | Tamworth - Lichfield - Cannock Chase - South Staffordshire - Stafford - Newcastle-under-Lyme - Staffordshire Moorlands - East Staffordshire          | 8      |
| Suffolk                   | Ipswich - East Suffolk - Mid Suffolk - Babergh - West Suffolk                                                                                        | 5      |
| Surrey                    | Spelthorne - Runnymede - Surrey Heath - Woking - Elmbridge - Guildford - Waverley - Mole Valley - Epsom and Ewell - Reigate and Banstead - Tandridge | 11     |
| Warwickshire              | North Warwickshire - Nuneaton and Bedworth - Rugby - Stratford-on-Avon - Warwick                                                                     | 5      |
| West Sussex               | Worthing - Arun - Chichester - Horsham - Crawley - Mid Sussex - Adur                                                                                 | 7      |
| Worcestershire            | Worcester - Malvern Hills - Wyre Forest - Bromsgrove - Redditch - Wychavon                                                                           | 6      |
| Total                     | Total | 188    |